# قانون جنگ

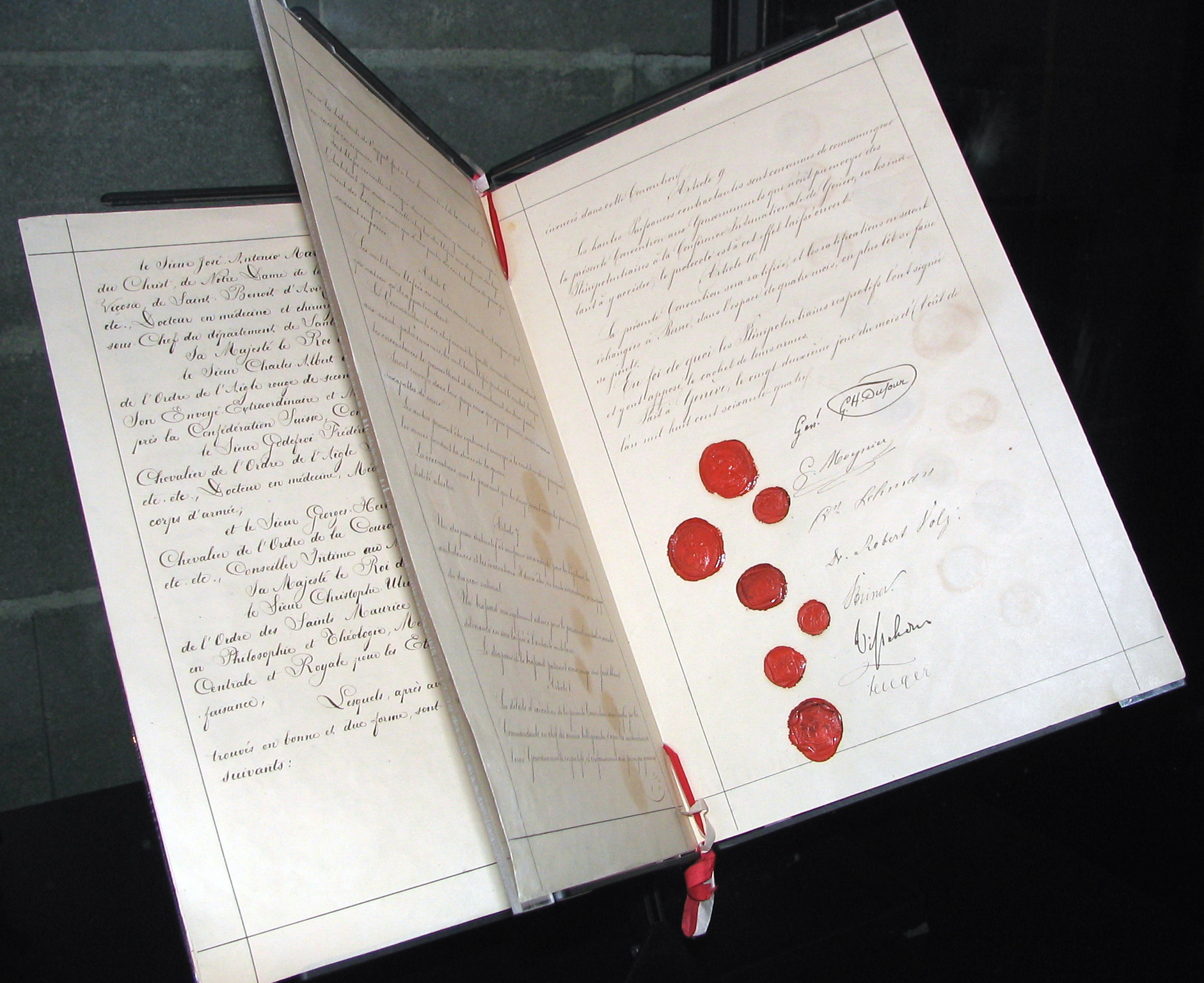
کنوانسیون اول ژنو که در سال ۱۸۶۴ امضا شد به حقوق مجروحان و آسیب‌دیدگان جنگ می‌پرداخت.

قانون جنگ (انگلیسی: Law of war) یا حقوق جنگ، بخشی از حقوق بین‌الملل است و به مجموعه پیمان‌های بین‌المللی گفته می‌شود که به شرایط آغاز جنگ و رفتار طرف‌های درگیر می‌پردازد.

## تعریف
قوانین جنگ، حاکمیت و ملیت، دولت‌ها و سرزمین‌ها، اشغال و سایر شرایط مهم حقوق بین‌الملل را تعریف می‌کند. از جمله موضوعات دیگر در این حوزه، قوانین جنگ مدرن است که به اعلان‌های جنگ، پذیرش تسلیم، استفاده از جنگ‌افزار، و رفتار با اسیران جنگی می‌پردازد. به بیان ساده‌تر هر آنچه که در پیمان‌نامه‌های مختلف یا قوانین بین‌المللی آمده و اجرای آن در زمان جنگ ضروری است «قانون جنگ» محسوب می‌شود.
چون قانون جنگ بخشی از حقوق بین‌الملل است و به مجموعه پیمان‌های بین‌المللی وابسته است یک مجموعه ثابت و همیشگی به عنوان «قانون جنگ» وجود ندارد. این پیمان‌ها با گذر زمان تغییر می‌کنند و با توجه به تحولات جامعه بشری، به‌روز می‌شوند.
چهار پیمان بین‌المللی اصلی برای قانون جنگ وجود دارند که در زبان فارسی به «پیمان ژنو» شناخته می‌شوند. در نخستین کنوانسیون، قواعد مرتبط با چگونگی برخورد با مجروحان جنگی تعریف شده‌اند. این پیمان نخستین بار در سال ۱۸۶۴ معرفی و در سال ۱۹۲۹ بازنگری شد. این پیمان تاکنون ۴ بار به‌روزرسانی شده است. کنوانسیون دوم به قواعد مرتبط با مجروحان جنگی در نبردهای دریایی و چگونگی کمک‌رسانی به ناوهای رزمی می‌پردازد. در کنوانسیون سوم، مساله اسرای جنگ و شیوه برخورد با آنها و حداقل‌های ضروری در این ارتباط مطرح شده است. در کنوانسیون چهارم، بخش‌هایی بسیار مهمی از قانون جنگ درباره لزوم حفاظت از غیرنظامیان در زمان جنگ تدوین شده است.
همچنین کنوانسیون‌های ۱۸۹۹ و ۱۹۰۷ لاهه پیمان‌نامه حقوق کودک (۱۹۸۹)، کنوانسیون‌های بین‌المللی که استفاده از تسلیحاتی مشخص را ممنوع کرده‌اند، و همچنین برخی قوانین عرفی پذیرفته شده در سطح جهانی، از دیگر منابع حقوقی و اصلی قانون جنگ به‌شمار می‌روند.

## تاریخچه
تلاش بشر برای تدوین قواعدی برای جنگیدن، پیشینه‌ای طولانی دارد. اما تا پیش از میانه سده ۱۹ میلادی هرگز هیچ قدرتی در جهان بر سراسر کره زمین تسلط معناداری نداشته تا بتواند قواعد مورد نظر خود یا مجموعه کشورهای متحد خود را در ابعاد جهانی اجرا کند. از میانه سده ۱۹ کشورهای اروپایی بر سر قواعدی درباره دریانوردی به توافق‌هایی رسیدند که نخستین مبانی قانون جنگ را در بر می‌گرفت. این قوانین در طول سده ۲۰ میلادی گسترش پیدا کردند و برخی از آنها تا امروز لازم‌الاجرا باقی مانده‌اند.
پس از هر دو جنگ جهانی کشورهای غربی تلاش کردند از وسعت فجایع انسانی و کشتارهای گسترده بکاهند. تحول و تکامل قانون جنگ همچنان ادامه دارد. هر پیمان تازه‌ای درباره استفاده از جنگ‌افزار یا ابزارهایی مدرن بخش تازه‌ای از قانون جنگ هستند.

## ضمانت اجرایی
برخلاف قوانین ملی که حکومت‌ها برای اجرای آنها از قدرت اعمال زور برخوردار هستند حکمرانی جهانی ابزارهای بسیار محدودتری برای اجرای قوانین بین‌المللی دارند.
اما توسعه مولفه‌هایی مانند سواد، دسترسی به اطلاعات، آسان‌تر شدن خبررسانی، و شمار رسانه‌ها در جهان موجب شده تا برخی از بخش‌های قوانین بین‌المللی که مشخصا سویه بشردوستانه دارند بیش از باقی بخش‌ها مورد توجه افکار عمومی قرار بگیرند. یعنی اجرای قانون جنگ ارتباط مستقیمی به میزان اطلاع‌رسانی درباره آن جنگ و واکنش افکار عمومی جهانی به آن پیدا کرده است.
بسیاری از پیمان‌نامه‌های حقوق بشری راهکارهایی مانند تحریم و جریمه  گرفته تا برپایی دادگاه بین‌المللی و محاکمه، برای ضمانت اجرایی پیش‌بینی کرده‌اند. اما منتقدان می‌گویند قانون جنگ همیشه در چارچوب سیاست قدرت اجرا می‌شود و تنها زمانی ناقضان این قانون مجازات می‌شوند که منافع کشورهای قوی‌تر، حکمرانان مسلط، و ائتلاف‌های بین‌المللی منسجم و قدرتمند به خطر نیافتد و قدرت‌های بزرگ در زمان بحران‌های بزرگ، برای بقای خود عموما بدون هیچ مرزی وارد جنگ می‌شوند.
امروز دیوان بین‌المللی دادگستری و دیوان کیفری بین‌المللی اصلی‌ترین مراجع حقوقی بین‌المللی برای رسیدگی به نقض قوانین جنگ هستند. برخلاف پدیوان بین‌المللی دادگستری که احکام آن برای همه کشورهای عضو سازمان ملل، لزوم اجرایی دارد مشروعیت دیوان بین‌المللی کیفری به پیمان‌نامه مستقلی وابسته است که برخی کشورهای از جمله آمریکا، روسیه و اسرائیل از این پیمان خارج شده و عملا صلاحیت قضایی آن را برای محاکمه شهروندانشان زیر سوال می‌برند.